# 中國國民黨南京市黨部
中国国民党南京特别市执监委员会，简称南京市党部，1947年8月由中国国民党南京特别市党部和三民主义青年团南京团部合并为南京特别市党团统一委员会，10月改为该名。其历史最早可追溯至1906年。1949年中共政权主政南京后，由南京市人民政府正式下令解散。

## 历史

### 江宁支部的成立和改组
1905年，革命党人赵声在南京加入新军陆军第九镇，任十七协三十三标二营管带，1905年冬，赵声随新军赴广信结识黄兴，在其介绍下加入中国同盟会，不久返回南京。1906年，同盟会安徽支部盟主吴春阳奉孙中山之命赴南京发展同盟会，介绍冷遹、柏文蔚、李竟成、林述庆、林之夏等新军青年军官和青年学生加入。众人在鼓楼东某宅成立中国同盟会江宁支部，推赵声为盟主，以玄武湖神庙为集会地点。江宁支部在新军中宣传革命，使得新军中反清斗志日益高昂。1911年，中国同盟会中部总会成立后，设中国同盟会中部总会南京分会，从事反清活动，推动了南京光复。
中华民国临时政府成立后，改组为国民党南京支部，但二次革命时袁世凯通令解散国民党，南京的党员多选择出国避难。孙中山成立中华革命党后，重新发展会员，成立中华革命党南京支部，1917年，张曙时任支部长。1919年8月，中华革命党南京支部奉命改组为中国国民党南京支部，党员数量不到100人。

### 国共合作和破裂
| 1923      | 联俄容共                 |
| 1924      | 第一次全国代表大会       |
| 1925      | 成立南京市党部           |
| 1926      |                          |
| 1927      | 北伐军占领南京市         |
| 1927      | 清党                     |
| 1928      | 整理党务                 |
| 1929      | 召开南京市第一次代表大会 |
| 1930–1936 |                          |
| 1937      | 日军占领南京市           |
| 1938–1944 |                          |
| 1945      | 日本投降                 |
| 1946      |                          |
| 1947      | 与三青团合并             |
| 1948      |                          |
| 1949      | 解放军占领南京市         |

中共三大召开后，南京的中共党员被要求全体加入国民党，中共南京地委和青年团决定加入中共和青年团的都首先发展为国民党员，并创办钟山中学作为两党活动基地。1924年1月，张曙时参加国民党一大，并于2月在南京开会，传达跨党合作的会议精神，决定先在南京建立区分部。之后，先后成立了以建业大学为中心的第一区分部、以东南大学为中心的第二区分部、钟山中学区分部、东大附中区分部和一中区分部。1924年5月起，先后成立了三个区党部：第一区党部以东南大学为中心成立，下辖东南大学、东大附中、钟山中学区分部；第二区分部下辖第一卫生专门学校和一中区分部；第三区党部以建业大学为中心。
1924年，陈葆元与上海执行部的右派联系，宣布成立中国国民党南京市党部，但遭到了江苏省临时省党部的反对，认为不符合一大精神和组织手续。左派和中共决定加紧成立市党部，1925年2月成立南京市党部筹备委员会，并于5月17日召开大会成立党部，但宋镇仑等右派强行闯入会场，嗾使流氓欧尚省党部执行委员，使大会流产。其后以区党部联系会议的形式开展工作，并成立南京市党员重行登记委员会。
国共两党合作后，尝试发动群众运动。1925年1月6日，南京国民会议促成会筹备会在东南大学举行，2月15日促成会正式成立，领导权被国民党左派和中共掌握。五卅惨案发生后，6月1日，第一、二、三、六区党部联名通电，要求发起运动反抗到底，在区党部的宣传组织下，援沪运动显示了巨大威力，进而引发了和记惨案，并再次爆发大规模示威。
1925年11月15日，宋镇仑等右派在花牌楼开会，宣布成立南京市党部，并于西山会议前通电拥护。12月，左派和中共决定成立新的南京市党部对抗。12月29日，省党部宣布南京所有党部一律解散重组，1926年1月10日，左派和中共组织的中国国民党南京市党部正式成立，此时党员数量已发展到500人。此时，南京存在两个“南京市党部”，双方均自称合法并将对方开除出党。1926年3月，党中央决定举行孙中山逝世一周年大会，两个市党部争相掌握操办权，右派先于秀山公园设立办事处，左派则设在贡院内。3月11日下午，两方分别举行预祭典礼，晚上均至火车站迎接全国的代表，引发争执，右派手执铁杆、木棍将严绍鹏、陈君起殴伤。3月12日两方在中山陵再起冲突，在公开场合大打出手，使得孙中山纪念典礼草草收场。至1927年4月初，已有党员1万余人。
1927年3月26日，蒋介石任命温建刚、余子厚为南京市公安局正副局长，两人联系右派重建了市党部。4月9日蒋介石至南京，下午，右派市党部手持棍棒，将左派市党部的张曙时等人架去，扭送市公安局，迎蒋大会赴总司令部要求蒋介石解释。次日，左派市党部召集市民大会，之后赴总司令部请愿，蒋介石避而不出，当晚突然有打手开枪射击群众，造成数十人死亡。4月15日，蒋介石正式发起清党运动，在龙王庙开会宣布“伪南京市党部已被我们解散了”。同日，支持蒋介石的党员召开党部统一会议，成立南京市党部筹建委员会和南京市清党运动委员会，捣毁了左派建立的市党部，搜捕左派和中共党员。6月13日，将全市划为7个区党部进行审查，两个月后最终划为5个区党部，审查合格党员1100余人。7月28日，选举执监委员，但选举委员上报中央后，人选被中央替换。
11月20日，南京党部召开党员大会，会场中有人高喊“打倒国民政府”，引发会场争执。11月22日，讨唐胜利欢庆队伍至秀山公园附近时，遭军警拦截，当场打死两人，打伤数十人。1928年3月，成立中国国民党南京特别市党务指导委员会。1928年秋，改组派至南京吸纳成员500余人，设立南京支部。1928年12月27日，市党部选举出执行委员18人，监察委员14人，并正式成立中国国民党南京特别市党部。1929年1月14日在江南贡院召开全市代表大会，会场中改组派和CC派发起争执，大会主席被军警带走。之后南京的改组派成员先后被开除党籍，市党部由中央完全掌握。1936年4月，中央撤销南京特别市执监委员会，另行委派特派员组成南京特别市党部。

### 西迁与解散
至1935年4月，已有党员11674人。抗日战争爆发后撤离南京。1939年后几次尝试在南京建立地下组织，但因防范严密而离开南京。1945年8月，中国国民党南京特别市党部从安徽屯溪迁回南京。1947年8月，中国国民党南京特别市党部和三民主义青年团南京团部合并，成立中国国民党南京特别市党团统一委员会，10月改称中国国民党南京特别市执监委员会。迁回南京后，委员会实施了下关惨案，并镇压了五二〇运动。1948年8月已有党员约5万人。1949年4月渡江战役后，解放军攻占南京城。在南京的中华民国党政军机构自然溃散，南京市人民政府亦正式下令解散。

## 代表大会
- 1929年3月14日，中国国民党南京特别市第一次党员代表大会
- 1929年10月1日，原定中国国民党南京特别市第二次党员代表大会，但因代表辞职而延期
- 1933年2月1日，中国国民党南京特别市第三次党员代表大会
- 1947年5月5日，中国国民党南京特别市第四次党员代表大会